# جغرافیای ژاپن

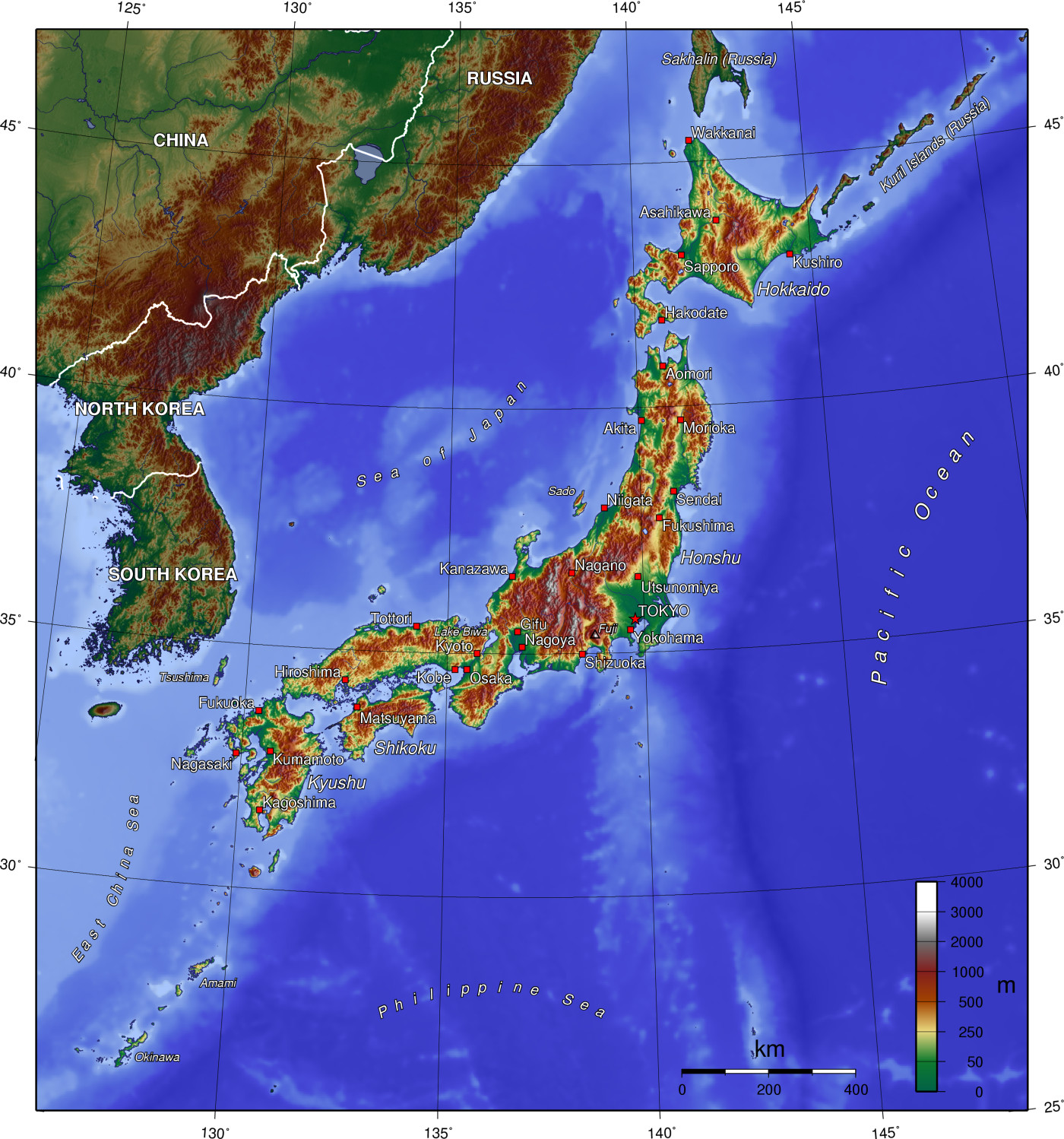
نقشه توپوگرافی از کشور ژاپن

کشور ژاپن در شرق آسیا قرار دارد و به وسیله دریایی با همین نام از ساحل شرقی قاره آسیا جدا شده‌است. روسیه، چین و جمهوری کره نزدیکترین کشورها به ژاپن هستند. مجمع الجزایر ژاپن از چیزی بیش از ۶۸۰۰ جزیره تشکیل شده‌است. بیشتر این جزایر بسیار کوچکند و تنها ۳۴۰ جزیره بیش از یک کیلومتر مربع وسعت دارند. ۹۸٪ مساحت ژاپن از چهار جزیره به نام‌های هوکایدو، هونشو، شیکوکو و کیوشو تشکیل شده‌است. یوکوهاما و کوبه از مهم‌ترین بنادر ژاپن هستند.
از نظر زمین شناسی مجمع الجزایر ژاپن حاصل برخورد تدریجی صفحات تشکیل دهنده پوسته زمین، فعالیت‌های آتشفشانی و تغییرات حاصل از خطوط ساحلی اقیانوسی است. ۶۸٪ مساحت کشور ژاپن کوهستانی است. کوه‌های ژاپن از زیباترین جاذبه‌های طبیعی آن به شمار می‌روند. بلندترین قله کوهستانی ژاپن «فوجی» نام دارد که ارتفاع آن به ۳۷۷۶ متر می‌رسد. یک دهم کل آتشفشانهای جهان در ژاپن قرار دارند و به همین دلیل از زلزله خیزترین مناطق جهان به شمار می‌آید. این کشور به دلیل موقعیت جغرافیایی خاص خود دارای ۱۰ رودخانه بزرگ و ۱۲ دریاچه است. کشور ژاپن به لحاظ منابع طبیعی، مواد معدنی و ثروت‌های زمینی و زیرزمینی از فقیرترین کشورهای جهان به‌شمار می‌آید.

## وسعت ژاپن
کشور ژاپن به نسبت وسعتش از تراکم جمعیت بسیار بالایی برخوردار است، مساحت آن برابر است با ۰/۳ درصد کل مساحت دنیا که به صورت مجموعه‌ای از جزایر در جهت شمال شرقی ـ جنوب غربی بین ۳۵ تا۴۵ درجه عرض شمالی گسترده شده و به شکل یک کمان در میان اقیانوس کبیر و دریای ژاپن محصور مانده‌است.
وسعت ژاپن تقریباً به اندازه مساحت فنلاند (۳۳۸۰۰۰ کیلومتر مربع) یا پاراگوئه (۴۰۶۰۰۰ کیلومتر مربع) است. در مقام مقایسه به‌طور تقریبی کشور ژاپن یک بیستم آمریکا، یک نهم هندوستان، یک و نیم برابر بریتانیا و چیزی کمتر از یک چهارم ایران است.

## آب و هوا

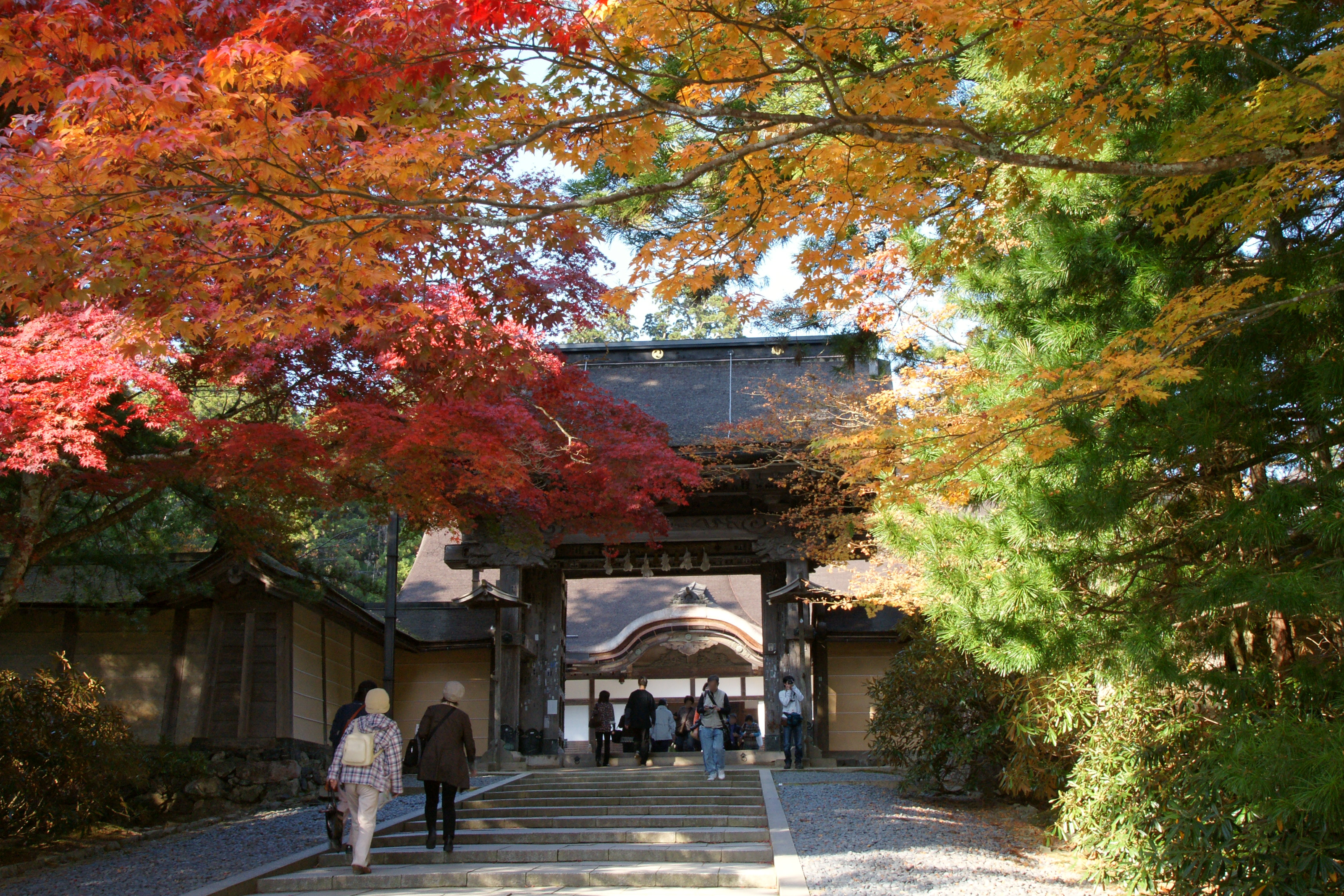
برگ‌های پاییزی(momiji)در کونگوبوـجی، کوهستان کوبه ـثبت شده در میراث جهانی یونسکو

ژاپن مجموعه جزایری است که با طول زیاد از شمال به جنوب کشیده شده‌است؛ به همین خاطر آب و هوای مناطق گوناگون آن به شدت با یکدیگر مغایرت دارند و نیز دارای چهار فصل در سال است.
مجمع الجزایر ژاپن بر روی محور تقریبی شمال ـ جنوب تا ۳۰۰۰ کیلومتر امتداد یافته‌است و به دلیل گستردگی طولی بسیار زیاد از تنوع آب و هوایی بسیار زیادی نیز برخوردار است. با وجود اینکه تمامی کشور معتدل است، شمال آن زمستان‌های سرد و طولانی و پربرف دارد، در حالی که جنوب آن تابستان‌های بسیار گرم و زمستان‌های معتدلی دارد. میزان بارندگی در ژاپن به‌طور متوسط سالیانه ۱۸۰۰ میلی‌متر می‌باشد. ژاپن کاملاً در آب محصور شده‌است: وجود اقیانوس سبب شده‌است که در رژیم غذایی و اقتصاد مردم ژاپن ماهی نقش مهمی داشته باشد (بیشترین سرانه مصرف ماهی در جهان). از این رو ژاپن دارای مقام اول دنیا در زمینه شیلات است. با این حال به دلیل اینکه محصولات دریایی مهم‌ترین ماده غذایی مردم ژاپن را تشکیل می‌دهد، از این لحاظ نیز کشور با کمبود و مشکل روبرو است. به طوری که اکنون شیلات و مواد غذایی بعد از نفت خام دومین اقلام وارداتی ژاپن را تشکیل می‌دهند. رشته کوه‌های آتشفشانی ژاپن اغلب دارای چشمه‌های آب گرم طبیعی هستند. این کشور در تابستان و پاییز اغلب شاهد گردبادهای عظیم و توفان‌های شدید گرمسیری است. به دلیل مجاورت با اقیانوس زلزله‌های شدید زیرآبی می‌توانند در آنجاامواج عظیم و جذر و مدی ویرانگر به نام سونامی ایجاد کنند.

## پوشش گیاهی و جانوری

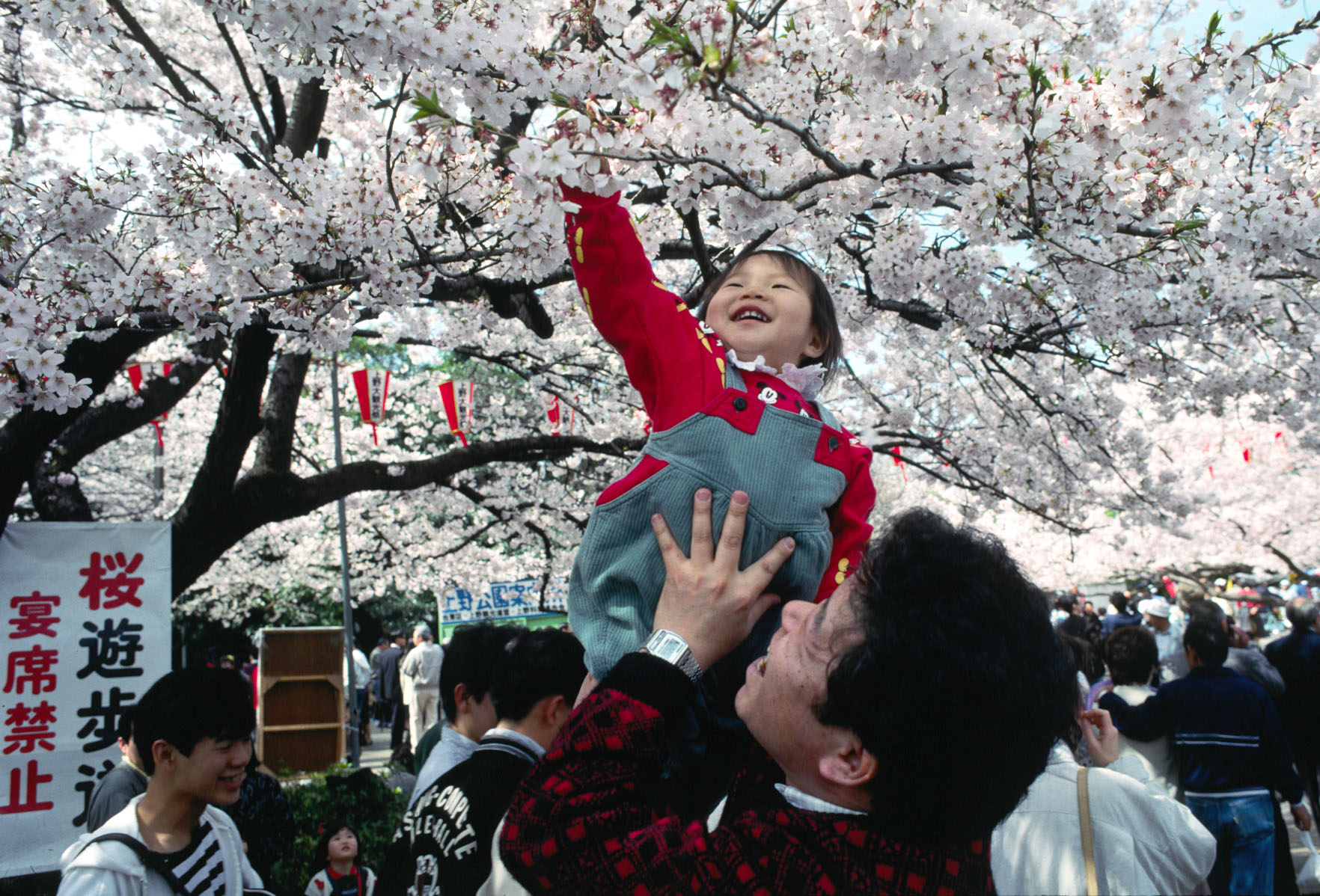
جشن شکوفه‌های گیلاس(هانامی)ـپارک اوئنوـ توکیو

در ژاپن بین ۴۰۰۰ تا ۶۰۰۰ گونه گیاهی وجود دارد. در فرهنگ ژاپنی برخی گیاهان دارای معانی نمادینی هستند. به عنوان مثال شکوفه‌های گیلاس یا «ساکورا» نمایانگر زیبایی کوتاه مدت و درخت کاج یا ماتسو نماد عمر طولانی است. در غذاهای ژاپنی نه تنها از میوه‌ها و حبوبات بلکه حتی از برخی از گلها و برگها نیز استفاده می‌شود. تأثیر زیبایی گیاهان در هنر گل‌آرایی به سبک ژاپنی که ایکه‌بانا نامیده می‌شود و نیز در نقاشی، بافندگی، سفالگری و ظروف و وسایلی که با لاک مخصوص رنگ آمیزی می‌شوند دیده می‌شود. ژاپنی‌ها از گیاهان در داروسازی، رنگرزی منسوجات، ساخت کاغذ و ابزار نیز استفاده می‌کنند.
ژاپن دارای حیات وحشی بسیار منحصربه‌فرد است و برخی از گونه‌های دارکوب، قرقاول، سنجاقک، خرچنگ، کوسه ماهی، حلزون، سمندر و پستانداران دریایی ژاپن در هیچ جای دیگری یافت نمی‌شوند. با وجود این همه تنوع و گوناگونی، تنها ۱۱۸ نوع پستاندار وحشی زمینی در ژاپن زندگی می‌کنند که بیشتر آن‌ها جوندگان کوچکند. حیواناتی مثل خرس، گوزن، گراز، سنجاب‌های پرنده، خفاش، میمون و نوعی راکون به نام سگ راکون از جمله گونه‌های حیات وحش ژاپن هستند.

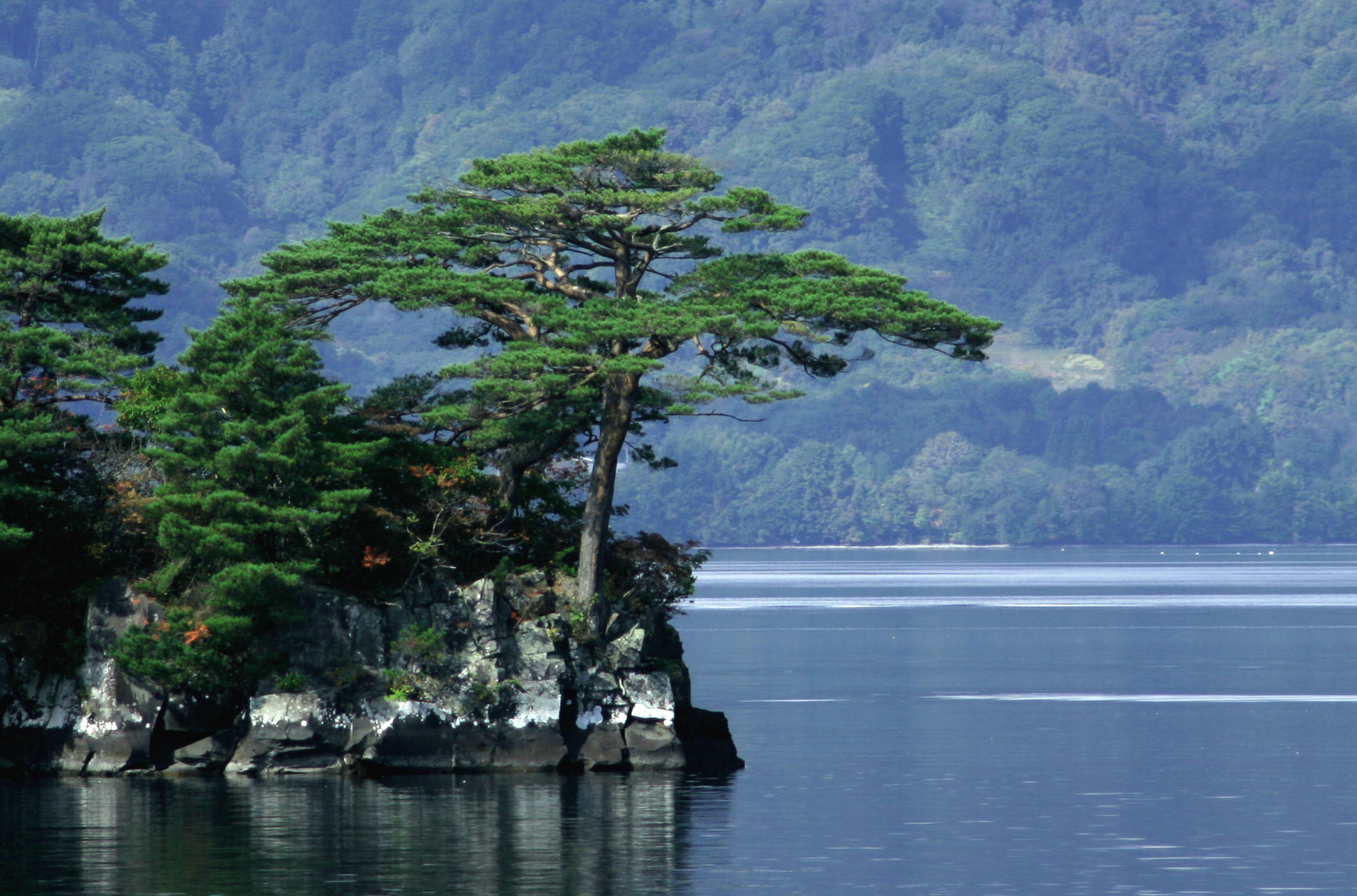
کاج قرمز ژاپنی (Japanische Rotkiefer)، فراوانترین گونه گیاهی در ژاپن
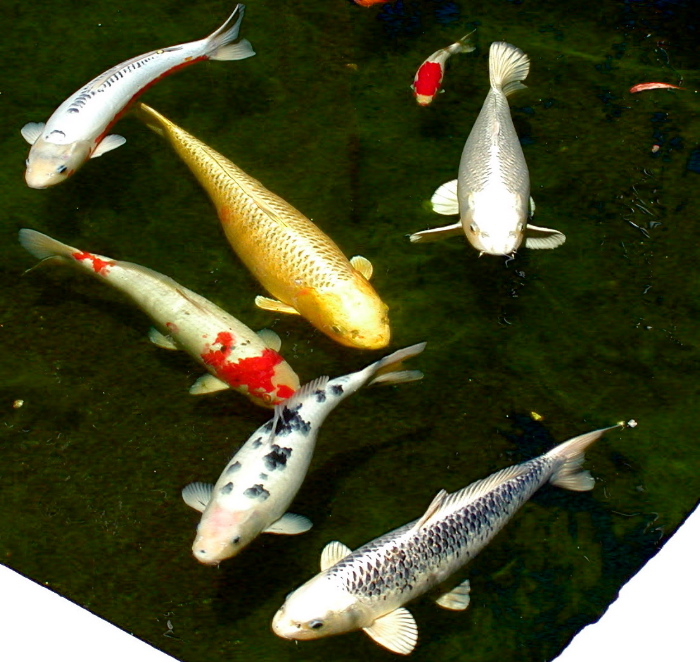
کپور گلگون (Koi)، معروف به کپور ژاپنی که مردم ژاپن آن را نماد عشق و دوستی می‌دانند
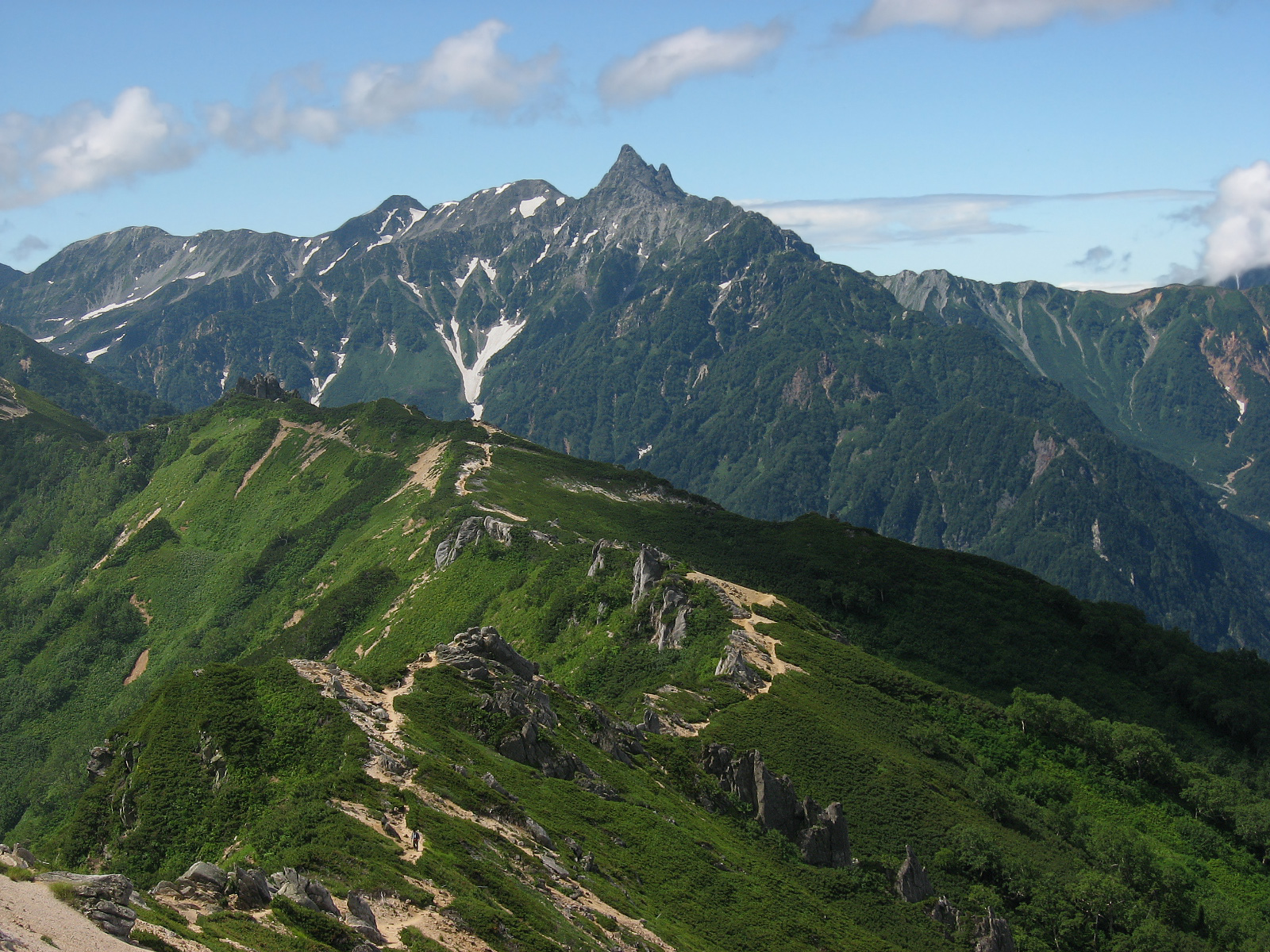
از کل مساحت ژاپن ۶۸٪ آن را کوهساران جنگلی تشکیل داده
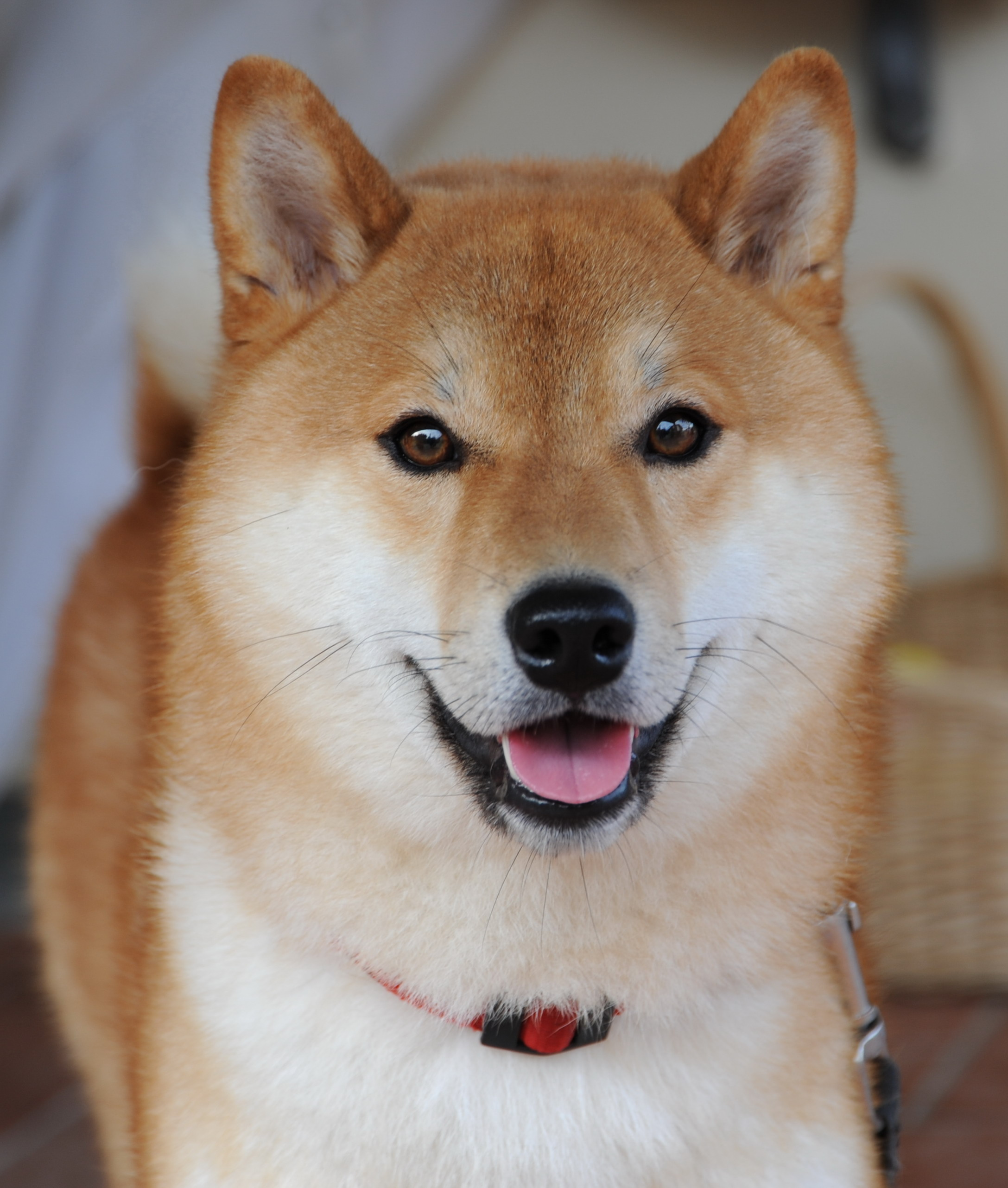
نوعی سگ با نژاد Shiba-Inu، از محبوبترین نژاد سگ در ژاپن